# Gemma Hayes
Gemma Hayes est une chanteuse irlandaise, auteur-compositeur et interprète de folk et de rock alternatif.
Après un premier album intitulé Work to a Calm, elle sort en 2002 Night on My Side, album qui se fera remarquer par la critique, impressionnée par la sensibilité, la maturité et la maitrise musicale de la jeune irlandaise. Pourtant Gemma va continuer sa carrière de façon plutôt discrète.
En 2005, sort The Roads Don't Love You, album qui met en avant un apaisement de l'artiste et une sereine douceur. Avec cet opus, Gemma Hayes semble avoir franchi un cap, pouvant nous attirer sur les voies du bonheur tranquille et mélancolique (Happy Sad), ainsi que sur celles de la femme épanouie, maitresse d'elle-même (Another For The darkness). Elle enregistre la même année une reprise du tube Lay Lady Lay de Bob Dylan avec l'auteur-compositeur-interprète norvégien Even Johansen, dans le film Mr. & Mrs. Smith.
Après The Hollow Of Morning sorti en 2008, Gemma Hayes revient trois ans plus tard avec l'album Let It Break prévu pour le 27 mai. En parallèle, est publié en collaboration avec Roddy Hart un EP de reprises de Bob Dylan, sobrement intitulé Dylan Ep.